# Kostel svatého Bartoloměje (Přílezy)
Kostel svatého Bartoloměje v Přílezech na Karlovarsku pochází ze druhé čtvrtiny 13. století. Od roku 1964 je chráněn jako kulturní památka.

## Historie
Kostel je původně pozdně románský, z druhé čtvrtiny 13. století. Ve 14. století byl přestavěn goticky, v 18. století pak barokně. Po druhé světové válce přestal být udržován a postupně se dostal do havarijního stavu. Je proto veden také v seznamu ohrožených nemovitých památek.
Po odsunu německého obyvatelstva po druhé světové válce kostel chátral. Postupně bylo zničeno či rozkradeno vnitřní vybavení. V roce 1972 bylo rozhodnuto o jeho demolici. Na stěnách kostela jsou patrné vývrty pro umístění náloží k odstřelu. Naštěstí byla demolice zastavena na poslední chvíli. Od roku 2012 probíhala oprava šindelové střechy a v květnu 2019 byla zahájena rekonstrukce hřbitovní zdi a márnice.

## Stavební podoba

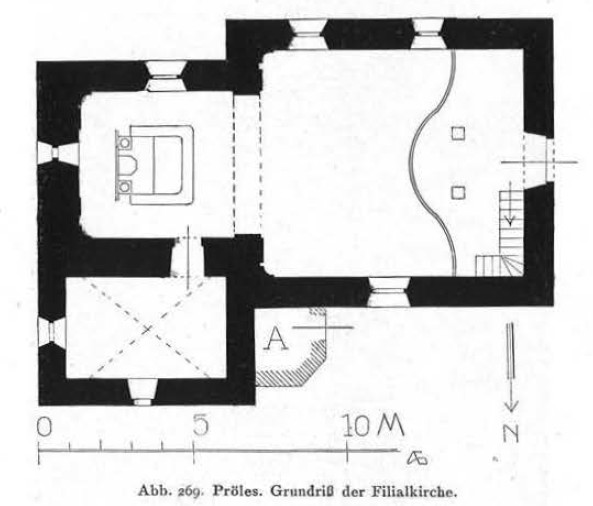
Půdorys kostela

Kostel je jednolodní, má obdélníkovitý presbytář i sakristii. Ve stěně presbytáře se nachází úzké románské okno.
Kostel míval zvonici, zřejmě však byla stržena při opravách střechy v sedmdesátých letech 20. století. Opravená střecha zachraňuje před zkázou stavbu, která se jinak nachází ve velmi špatném stavu. Vstupní dveře byly několikrát vylomeny, poté zůstaly opřeny v hlavním vchodě.